# Boris Novković

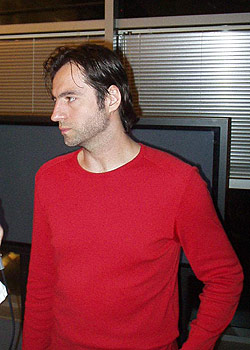
Boris Novković

Boris Novković är en sångare född 25 december 1967 i Sarajevo, Bosnien-Hercegovina (då Jugoslavien). Hans mor arbetade som musiklärare och hans far, Đorđe Novković, var låtskrivare och manager.
Han gav ut sitt första album, Kuda idu izgubljene djevojke, 1986.

## Eurovision Song Contest
1990 kom han tvåa i den jugoslaviska uttagningen till Eurovision Song Contest i Zagreb med låten Dajana. Femton år senare vann han den kroatiska uttagningen till Eurovision Song Contest 2005 med Vukovi umiru sami, tillsammans med delar av sånggruppen Lado som kör. I och med vinsten i Kroatien vann han över tidigare Eurovisionartister såsom Magazin, Danijela Martinović, Vesna Pisarović och Goran Karan.
Novković och Lado framträdde i semifinalen i Kiev varifrån de tog sig till finalen. Väl där slutade de på elfte plats.

## Diskografi
- Kuda idu izgubljene djevojke – 1986
- Jači of sudbine – 1987
- Dok svira radio – 1988
- Obojeni snovi – 1989
- 100X – 1991
- Struji struja – 1993
- U dobru i u zlu – 1995
- The Best of Boris – 1995
- Sve gubi sjaj bez ljubavi – 1997
- Branim se – 1999
- Direkt – 2000
- 'Ko je kriv – 2002
- The Best of 1995-2003 – 2003
- Ostvaren san – 2004